# Ruaidhri Ua Flaithbheartaigh
Ruaidhri Ua Flaithbheartaigh (muerto 1145) fue rey de Iar Connacht.

## Biografía
La sucesión de los jefes de Muintir Murchada después de 1098 es incierta, a no ser que Ruaidhri reinara desde entonces hasta su muerte en 1145. Sin embargo, en 1117, Brian Ua Flaithbertaigh era jefe del clan. 
Los anales sencillamente informan de que "Los hombres de Munster entraron con un ejército en Connaught; y se llevaron a Ua Ceallaigh, i.e. Tadhg, hijo de Conchobhar, señor de Ui-Maine, y mataron a Ruaidhri Ua Flaithbheartaigh."